# Desamparados (Picasso)
Desamparados es una pintura al pastel y carboncillo sobre papel realizado por Pablo Picasso el año 1903 en Barcelona y que forma parte de la colección permanente del Museo Picasso de Barcelona. Se muestra en la Sala 8 de dicho museo. Forma parte de la adquisición del año 1932 de la colección privada de Lluís Plandiura. Está firmado y datada en el ángulo superior derecho.

## Descripción
Entre 1901 y 1905, la maternidad fue un tema frecuente en la obra del artista, en la que subsisten las influencias del pintor y teórico francés Maurice Denis y del pintor Puvis de Chavannes, que tienen una gran difusión en las revistas de la Barcelona de finales del siglo XIX y principios del XX. Las maternidades picassianas de entonces reflejan, como
el resto de las figuras de la época azul, la pesada carga personal, social y psicológica de los personajes.
La carnación de las figuras de Desamparados se humaniza de nuevo. La ejecución técnica evidencia un gran virtuosismo, sobre todo porque consigue una luminosidad excelente gracias a la aplicación de toques de pastel blanco. Esta vivacidad de la carne contrasta con la falta de expresión de los rostros, de los que sobresale la conmovedora mirada que nos dirigen los ojos negros y redondeados, cargados de la indiferencia y la resignación que invade el mundo de la marginación.
Con la mano —una mano desproporcionadamente alargada, fruto del amaneramiento del Greco, presente en algunas de las figuras picassianas—, la madre resguarda al hijo para protegerle de la dureza del frío invernal. Del niño, el museo conserva un dibujo a pluma. En el reverso de Desamparados hay un boceto de paisaje, ni firmado ni fechado, hecho con carboncillo.